# تپش (آلبوم)
تَپِش نام یک آلبوم از ابی است که در سال ۱۳۵۳ توسط شرکت ترانه منتشر شد.

## فهرست ترانه‌ها
| # | نام ترانه | ترانه‌سرا        | آهنگساز        | تنظیم‌کننده    |
| - | --------- | --------------- | -------------- | ------------- |
| ۱ | کویر      | مسعود محمودی    | تورج شعبان‌خانی | اریک آرکانت   |
| ۲ | تپش       | ایرج جنتی عطایی | بابک بیات      | بابک بیات     |
| ۳ | جدایی     | مسعود امینی     | پرویز مقصدی    | کاظم عالمی    |
| ۴ | چرا چرا   | مسعود هوشمند    | حسین واثقی     | حسین واثقی    |
| ۵ | ایران     | اردلان سرفراز   | خسرو پیشکاری   | خسرو پیشکاری  |
| ۶ | اسیر      | آرش سزاوار      | امیر آرام      | اریک آرکانت   |
| ۷ | چشمه      | منصور تهرانی    | پرویز قدرخانی  | اریک آرکانت   |
| ۸ | پاپا      | پل آنکا         | پل آنکا        | منوچهر اسلامی |